# Erlach (Weyarn)
Erlach ist ein Gemeindeteil der Gemeinde Weyarn im oberbayerischen Landkreis Miesbach.

## Geographie
Die Einöde Erlach liegt nordwestlich des Hauptortes Weyarn und südwestlich von Standkirchen. Westlich des Ortes verläuft die Staatsstraße St 2073, östlich die Kreisstraße MB 20 und südlich die A 8. Westlich fließt die Mangfall.

## Baudenkmäler
In der Liste der Baudenkmäler in Weyarn ist für Erlach ein Baudenkmal aufgeführt:
- Die ehemalige Wallfahrtskapelle St. Leonhard im nördlichen Weyarner Feld, südlich der Autobahn gelegen, ist ein kleiner Bau (bezeichnet mit 1644) mit Dachreiter.